# Jakov Volčić
Jakov Volčić, slovenski Jakob Volčič, (Sveti Andrej kod Škofje Loke, 14. srpnja 1815. – Zarečje kod Pazina, 9. studenog 1888.) hrvatski katolički svećenik.

## Život i rad
Kao svećenik služio je po Sloveniji i Hrvatskoj (poglavito u Istri). Skupljao je pjesme, poslovice, aforizme i životopise. Objavljivao ih je u slovenskom i hrvatskom tisku.
Sudjelovao je i u Hrvatskome narodnome preporodu ili ilirskom pokretu